# Kangaroo Head
Kangaroo Head är en udde i Australien. Den ligger i kommunen Kangaroo Island och delstaten South Australia, omkring 110 kilometer sydväst om delstatshuvudstaden Adelaide. Kangaroo Head ligger på ön Kangaroo Island.
Trakten runt Kangaroo Head är nära nog obefolkad, med mindre än två invånare per kvadratkilometer.. Närmaste större samhälle är Penneshaw, nära Kangaroo Head. 
Trakten runt Kangaroo Head består till största delen av jordbruksmark. Genomsnittlig årsnederbörd är 753 millimeter. Den regnigaste månaden är juni, med i genomsnitt 143 mm nederbörd, och den torraste är januari, med 21 mm nederbörd.